# Alan Douglas Borges de Carvalho

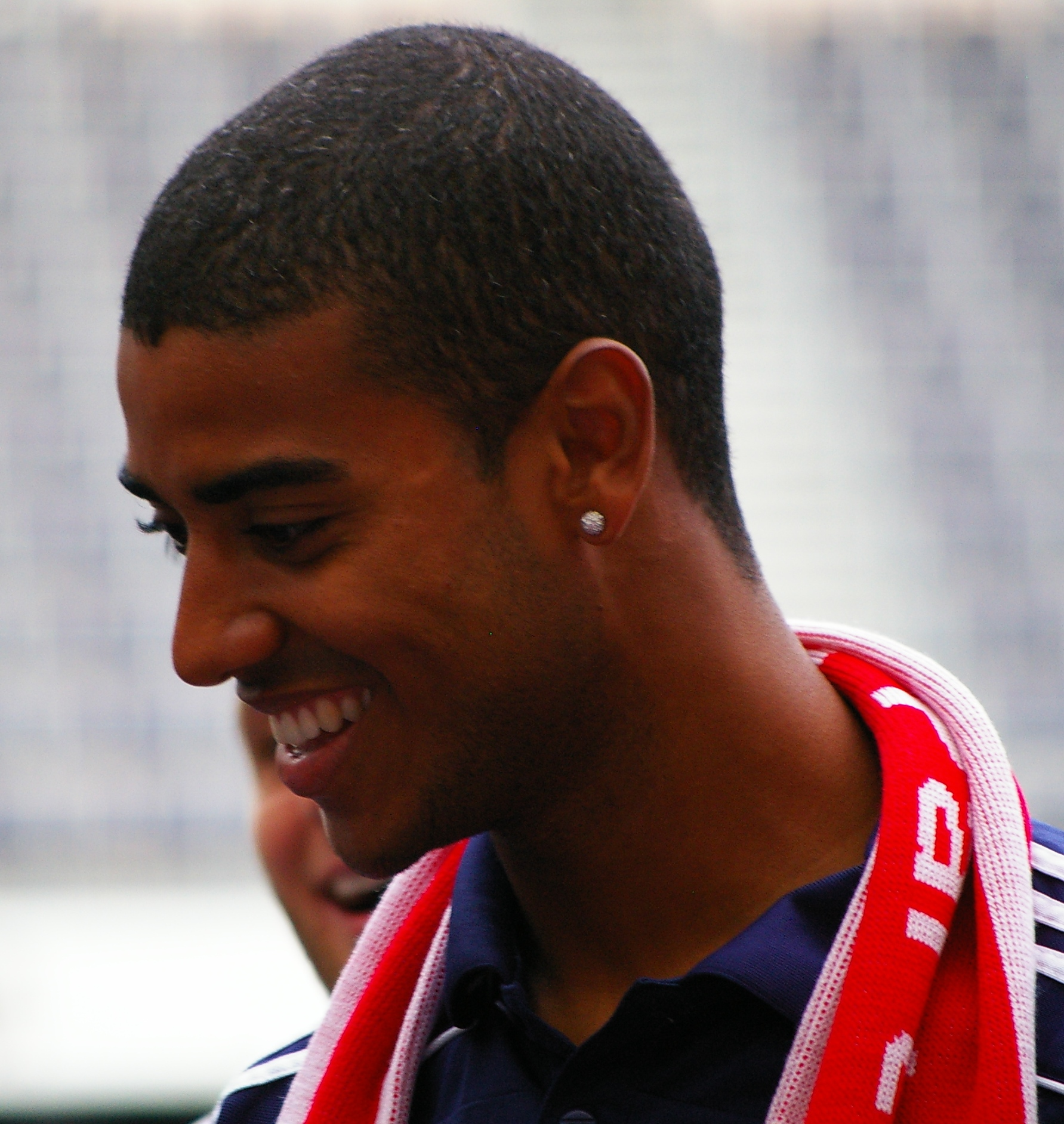

Alan Douglas Borges de Carvalho (Barbosa (São Paulo), 10 juli 1989) - alias Alan - is een Braziliaans-Chinees profvoetballer die bij voorkeur centraal in de aanval speelt. Hij tekende in januari 2015 een contract bij Guangzhou Evergrande, dat €11.100.000,- voor hem betaalde aan Red Bull Salzburg. Hij debuteerde in 2021 in het Chinees voetbalelftal.

## Clubcarrière

### Jeugd
Alan speelde in zijn jeugd voor Guarani en Londrina in de Campeonato Brasileiro Série C. Hij kreeg op achttienjarige leeftijd een profcontract bij Fluminense.

### Fluminense FC
In zijn eerste seizoen als prof speelde Alan zeven wedstrijden en scoorde hij één keer in de hoogste Braziliaanse competitie. Tijdens het daaropvolgende seizoen scoorde hij zes keer in 23 wedstrijden in de competitie en ook in de bekercompetities scoorde hij meermaals. In 2010 speelde Alan tien competitiewedstrijden en scoorde hij vier keer. Ook in de bekercompetities scoorde hij. Na een half seizoen verkaste hij in de zomer van 2010 naar Red Bull Salzburg, dat €3.5 miljoen voor hem betaalde aan Fluminense.

### Red Bull Salzburg
Alan scoorde in zijn eerste seizoen bij Salzburg tien keer in 24 wedstrijden. In zijn tweede seizoen scheurde hij een kruisband in zijn rechterbeen en stond hij ongeveer een half jaar aan de kant.

## Interlandcarrière
Alan speelde in 2009 en 2010 voor Jong Brazilië. Alan verkreeg in 2019 het Chinees staatsburgerschap en maakte in mei 2021 zijn debuut voor het Chinees voetbalelftal tegen Guam.

## Clubstatistieken
| Seizoen | Club                 | Competitie   | Duels | Goals |
| ------- | -------------------- | ------------ | ----- | ----- |
| 2008    | Fluminense           | Série A      | 7     | 1     |
| 2009    | Fluminense           | Série A      | 23    | 6     |
| 2010    | Fluminense           | Série A      | 10    | 4     |
| 2010/11 | Red Bull Salzburg    | Bundesliga   | 24    | 10    |
| 2011/12 | Red Bull Salzburg    | Bundesliga   | 5     | 3     |
| 2012/13 | Red Bull Salzburg    | Bundesliga   | 14    | 11    |
| 2013/14 | Red Bull Salzburg    | Bundesliga   | 29    | 26    |
| 2014/15 | Red Bull Salzburg    | Bundesliga   | 16    | 9     |
| 2015    | Guangzhou Evergrande | Super League | 0     | 0     |
| 2016    | Guangzhou Evergrande | Super League | 14    | 9     |
| Totaal  | Totaal               | Totaal       | 117   | 62    |

- Laat bijgewerkt op 11 juli 2016

## Erelijst
Red Bull Salzburg
- Bundesliga

2014